# アーサー・サマヴェル
サー・アーサー・サマヴェル（Sir Arthur Somervell, 1863年6月5日 - 1937年5月2日）は、イギリスの作曲家。1890年代から1900年代にかけて、イギリス音楽のルネッサンスにおいてヒューバート・パリーの後の世代として最も成功を収め、影響の大きな歌曲の作曲家の一人。

## 生涯

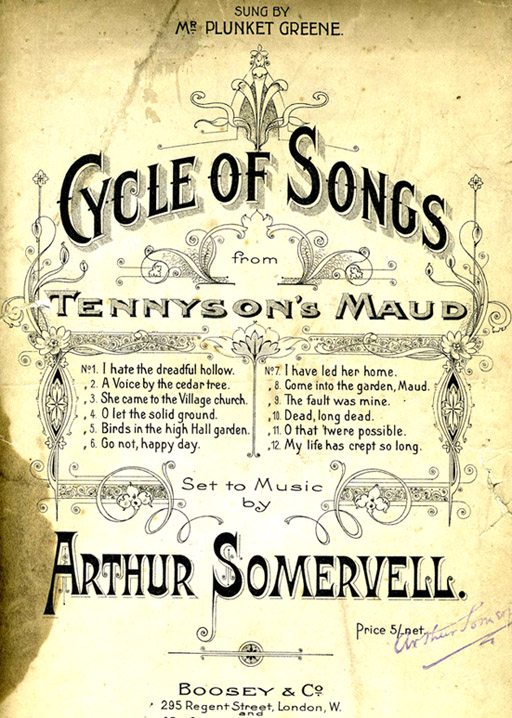
連作歌曲「モード」の表紙
Boosey & Co. 1898

サマヴェルはウェストモーランド、ウィンダミアでKシューズ（K Shoes）創業家の息子として生まれた。最初の教育はアッピンガム・スクールとケンブリッジ大学のキングスカレッジで受け、そこでチャールズ・ヴィリアーズ・スタンフォードに師事した。彼は1883年から1885年にはベルリンの高等音楽学校で学び、1885年から1887年まではロンドンの王立音楽大学においてパリーの下で学んだ。彼はフリードリヒ・キールに作曲を師事している。サマヴェルは1894年に王立音楽大学の教授となり、1895年から1897年のリーズやバーミンガムの音楽祭では自作の指揮を行った。彼は1901年に教育委員会とスコットランドの教育部門の音楽研究員に任用されている。
彼は生前に「見捨てられた人魚男 The Forsaken Merman」（1895年）、「不滅の暗示 Intimations of Immortality」（1895年、彼はこれを1907年のリーズ音楽祭で指揮している）、「キリストの受難 The Passion of Christ」といった合唱作品によって成功を収めたが、現在では主に「モード Maud」（1898年）や「シュロップシャーの若人 A Shropshire Lad」（1904年）のような連作歌曲で知られている。彼の有名なヘンデル作品の改作である「静かなる祈り "Silent Worship"」は1996年の映画「エマ」で取り上げられた。
サマヴェルの作風は保守的であり、メンデルスゾーンとブラームスの影響をうかがわせる。彼は教育活動にも積極的に関わっており、1920年には教育委員会の主席音楽研究員になっている。彼は1929年にナイトに叙せられた。1930年作曲のヴァイオリン協奏曲はアディラ・ファキーリに献呈された。

## 家族
- 娘のキャサリン（Katharine Margaret Somervell, 1895–1975）はバレエ・リュスのダンサー。
- 孫（キャサリンの娘）のエリザベス・ジェーン・ホワード（en:Elizabeth Jane Howard)は小説家であり、ロバート・スコットの一人息子・ピーター・スコットと結婚したが離婚し、アーサー・ケストラー、セシル・デイ＝ルイス、ロバート・エイクマンらと浮名を流したのち、オーストラリア人と二度目の結婚、その後キングズリー・エイミスの二番目の妻として再々婚した（のち離婚）。2000年にCBEを受勲。

## 作品
- オペレッタ The Enchanted Prince; Princess Zara; Knave of Hearts (Novello); Golden Straw (Curwen); Thomas the Rhymer.
- 管弦楽曲  Thalassa Symphony in D minor[5] (Boosey); Helen of Kirconnel (Novello); In Arcady (Suite for small orchestra)(Donajowski)
- 合唱曲  Mass; Power of Sound; The Charge of the Light Brigade; Elegy (Chorus and orch.)(Novello); Song of Praise (chorus and orch.)(Metzler); To the Vanguard; Passion of Christ (chorus and orch.)(Boosey); Mass in D minor (Ricordi).
- Concertstuck for violin and orchestra (Augener, 1913). Normandy, symphonic variations for piano and orchestra (1911, Augener). Highland concerto, pianoforte and orchestra (1920). Violin Concerto (1930).
- 室内楽曲 Quintet for clarinet and strings; Suites, studies and pieces for violin and piano (Augener, Weekes, Williams and Ashdown); Variations for 2 pianos (Augener); pianoforte pieces (Augener; Williams; Leonard; Lucas; Hatzfield; Ashdown; Boosey; Bosworth; Weekes).
- 連作歌曲 Maud (1898); A Shropshire Lad (1904); James Lee's Wife (1908); A Broken Arc (1923); Love in Springtime (1901). (Boosey). Windflowers, Cycle for vocal quartet (Boosey).
- 歌曲 Six songs by Robert Burns (1885-86); Four songs of Innocence (1899); Singing Time, songs for small children (1899): (Boosey; Moore; Lucas; Leonard; Dunn; Gill; Asherberg; Ashdown; Enoch; Forsyth). Part-songs: (Boosey; Ashdown; Novello).
- 著作 Rhythmic Gradus for pianoforte (Bosworth); Exercises in sight-reading, etc. (Curwen); Sight-reading, 6 vols (Swan); Sight-reading exercises (Augener); Charts of the rules of Harmony and Counterpoint (Clarendon press).

「海の交響曲」ニ短調は作曲から100年経った2011年に世界初録音が行われた。この曲は1912年作曲で、2楽章の「哀歌」が同年南極海で消息を絶ったスコット大佐を記念している。